# Grammatophyllum stapeliiflorum
Grammatophyllum stapeliiflorum (Teijsm. & Binn.) J.J.Sm., 1905 è una pianta della famiglia dell Orchidacee, originaria di un areale che va dalla Malaysia alla Nuova Guinea.

## Descrizione
È un'orchidea di medie dimensioni con crescita epifita. G. stapeliiflorum presenta pseudobulbi molto addensati, di forma ovoidale, lateralmente compressi, recanti coste e coperti alla base da guaine che portano al loro apice 2 o 3 foglie coriacee, di forma lanceolata, ad apice acuto, verde scuro brillante nella pagina superiore, più chiaro e opaco in quella inferiore.
La fioritura avviene dalla primavera all'estate, mediante una infiorescenza aggettante dalla base dello pseudobulbo, racemosa, pendula, lunga mediamente 45 centimetri, portante fino a 10 fiori. Questi sono maleodoranti, grandi in media 5 centimetri, di consistenza cerosa, di colore giallo maculato di marrone e presentano sepali e petali di forma ovata ad apice acuto e il labello trilobato coi lobi laterali rialzati.

## Distribuzione e habitat
La specie è originaria dell'Asia sud orientale, fino all'area del Pacifico, in particolare di Malaysia, Sumatra, Giava, Celebes e Filippine, dove cresce epifita su tronchi d'albero ad altitudini tra 200 e 1000 metri sul livello del mare.

## Sinonimi
Cymbidium stapeliiflorum Teijsm. & Binn., 1862

Grammangis stapeliiflora (Teijsm. & Binn.) Schltr., 1911

Sadokum stapeliiflorum (Teijsm. & Binn.) D.Tiu & Cootes, 2007

Cymbidium huttonii Hook.f., 1867

Grammangis huttonii (Hook.f.) Benth. & Hook.f., 1883

Cymbidium stephensii Ridl., 1900

## Coltivazione
Questa pianta necessita di mezz'ombra e di temperarure calde e irrigazioni nel periodo della fioritura, occorre però ridurre temperatura e umidità nel periodo di riposo.